# Germination sur pied
La germination sur pied des céréales est le déclenchement de la germination des grains avant la récolte. Ce processus affecte les épis dans certaines conditions : une levée de la dormance induite par une température élevée dès le stade laiteux-pâteux, suivie par la germination elle-même, induite par des températures basses et par un excès d'humidité pendant la dernière phase de remplissage des grains.
Ce phénomène entraîne une augmentation importante de l'activité alpha-amylasique des grains, ce qui peut les rendre impropres à certaines utilisations (meunerie, boulangerie, amidonnerie, etc.).
La germination sur pied des céréales se traduit par une baisse du temps de chute de Hagberg (TCH), qui mesure l'activité des amylases qui se développent dans le grain dès le début du processus de germination. Il n’existe cependant pas de relation stricte entre le pourcentage de grains germés et le TCH.
Concernant le blé tendre (froment), une activité trop prononcée de l'alpha-amylase produit de la pâte trempée et collante qui est difficile à manier. La mie de pain est collante et difficile à trancher, elle adhère aux lames de la trancheuse. Les pains sont souvent déformés et d'apparence peu appétissante. 